# Jacques van der Does
Jacques van der Does, né le 4 mars 1623 à Amsterdam et inhumé le 17 novembre 1673 à Sloten, est un peintre paysagiste de l'Âge d'Or hollandais.

## Biographie
Van der Does est le fils du secrétaire du conseil municipal d'Amsterdam. Il est plus attiré par les arts que par la prise de notes, et il étudie le dessin avec Claes Corneliszoon Moeyaert. Il est parti à 21 ans pour aller en France, et de là à pied en Italie. A Rome, il s'est joint aux Bentvueghels , et a été surnommé Tamboer, ce qui signifie batteur, car il était un peu petit et avait été destiné à la vie militaire. Il a étudié avec Pieter van Laer (Bamboots). Quand finalement il revient au Nord, il s'installe à La Haye , où il a épousé Margaretha Boortens et a eu 4 fils et une fille. Sa femme meurt en 1661. Houbraken aimait son style naturel de peinture, et surtout sa façon de peindre les moutons était très admirable.
La sœur de sa femme était Maria Boortens, et tous deux étaient de bons artistes. Tous les trois ont fait des dessins pour l'album du riche diplomate de La Haye Cornelis de Glarges en 1659. Par l'intermédiaire de Maria Boortens, Jacob van der Does était lié à Jacob van Campen et Adriaen van Nieulandt le jeune. Il s'engage dans la Guilde de Saint-Luc à La Haye. Il fut l'un des fondateurs de la Confrérie Pictura en 1656. Ses élèves étaient Theodor Bernoille, Marcus de Bye, Gamaliel Jour, Alexander Havelaer, Anthony Schinckels, et ses fils, Jacob II et Simon van der Does.

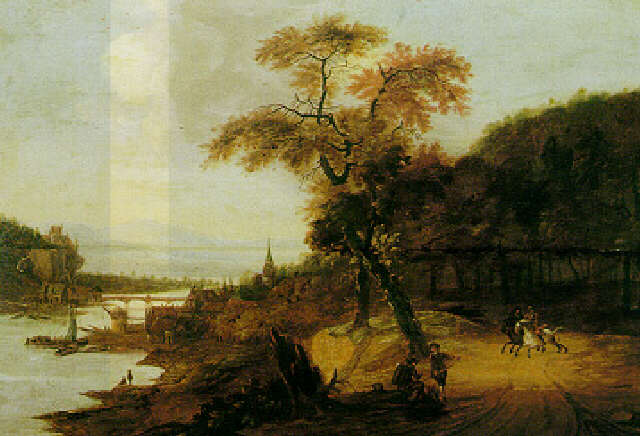
Paysage le long d'une rivière avec cavaliers
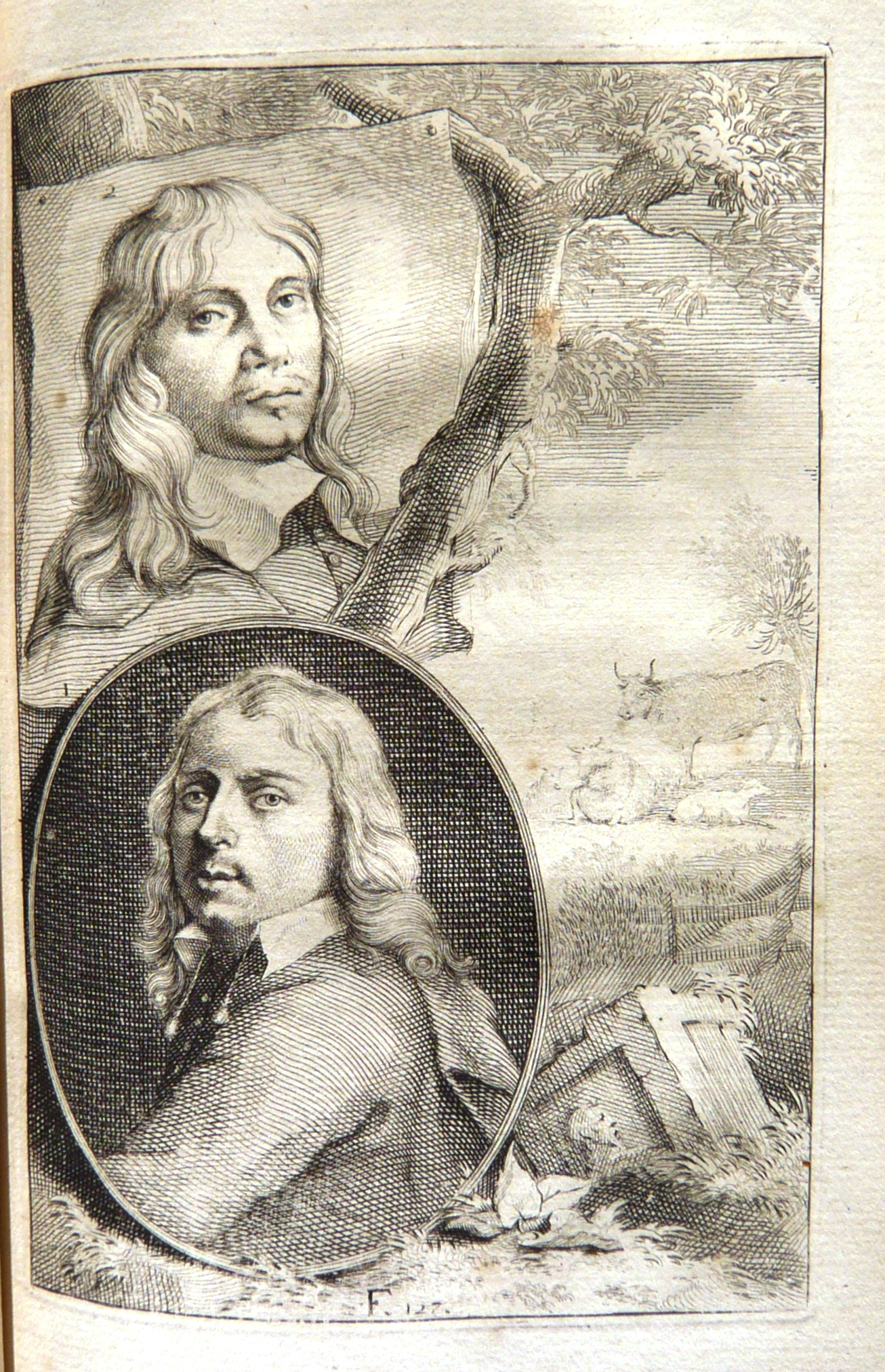
Paulus Potter (en bas à gauche) et Jacob van der Does (en haut à gauche) par Arnold Houbraken.